# ジョン・ロバート・シーリー

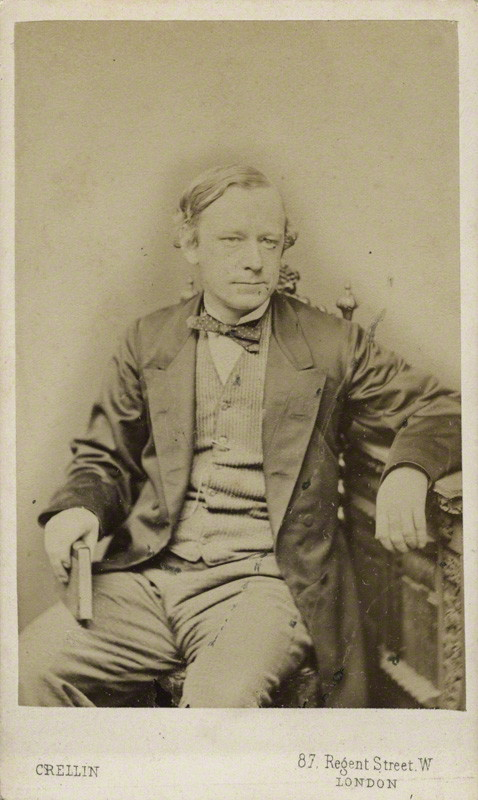
ジョン・ロバート・シーリー (1866)

ジョン・ロバート・シーリー（Sir John Robert Seeley、1834年 - 1895年1月13日）はイギリス・ケンブリッジ大学の歴史家、随筆家。『英国膨張史』の著者。

## 生涯
ジョン・ロバート・シーリーは、出版者R.B.シーリーの息子としてロンドンに生まれた。宗教的あるいは歴史的な主題についての関心が深く、ロンドン市の学校とクライスツ・カレッジ (ケンブリッジ大学)で学んだ。クライスト・カレッジでは古典の学士課程および大法官叙勲者の総代となり、学友として古典の指導教員となった。一時、彼は出身校の学頭となったことがあり、また、1863年にはユニヴァーシティ・カレッジ・ロンドンのラテン語の教授に選ばれたこともある。

## 『エッケ・ホモ』
1866年に無名で公表され、のちに彼のものとして知られることとなった随筆『エッケ・ホモ（この人を見よ）』は、広く読まれ、キリスト教に対する攻撃ともみなされて、多くの反響を呼んだ。イエス・キリストの人間性だけを扱い、神政国家の創立者および王としての彼の仕事に着目して、この社会すなわちキリストの教会には人びとの間に道徳の規準とその活発な実践があった影響を示している。シーリーはこの本を「破片」として、あるいはテキストが言及しなかった教義の真実を否定しなかったものとして、意図した。しかし、多くの批評家は、まだキリストの扱いに関するあら探しをした。多くの人びとが、この著作をその内容だけでなくその文体にも価値があると考えた。それは比較的簡潔で流れるような叙述により特徴づけられる。

## 『英国膨張史』

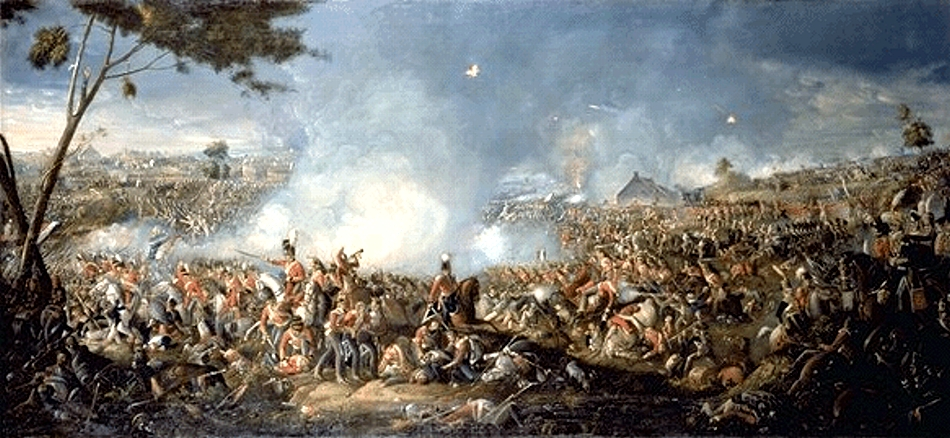
1815年、ワーテルローの戦い（ナポレオン戦争）

1883年、イギリス帝国興隆史の研究に一時代を画した名著『英国膨張史』（The Expansion of England）を著した。シーリーは、「イギリス帝国の発展は、当初より一個雄大な目的を樹ててその遂行を図ったのではない、ただ一の功業より自然に他の功業を生み、歩々自然に建設せられたるものである」と述べ、また、そのなかで、名誉革命の翌年の1689年（スペイン継承戦争につながる「九年戦争」のはじまり）から1815年のナポレオン戦争終結にいたる一連の英仏抗争を「第2次百年戦争」（Second Hundred War）と名づけた。
さらに、当時のドイツ帝国の挑戦に対し、イギリスはイギリス人が植民した帝国領（カナダ、オーストラリアなど）との結びつきを強化しなければ帝国の偉大さは維持できないだろうと説いている。

## ブリティッシュ・ポリシー
シーリーはまた、近代的な大国としてのイギリスの外交政策の本質を、「ブリティッシュ・ポリシー（British Policy、英国的政策）」と呼び、その形成期の研究の重要性を呼びかけている。

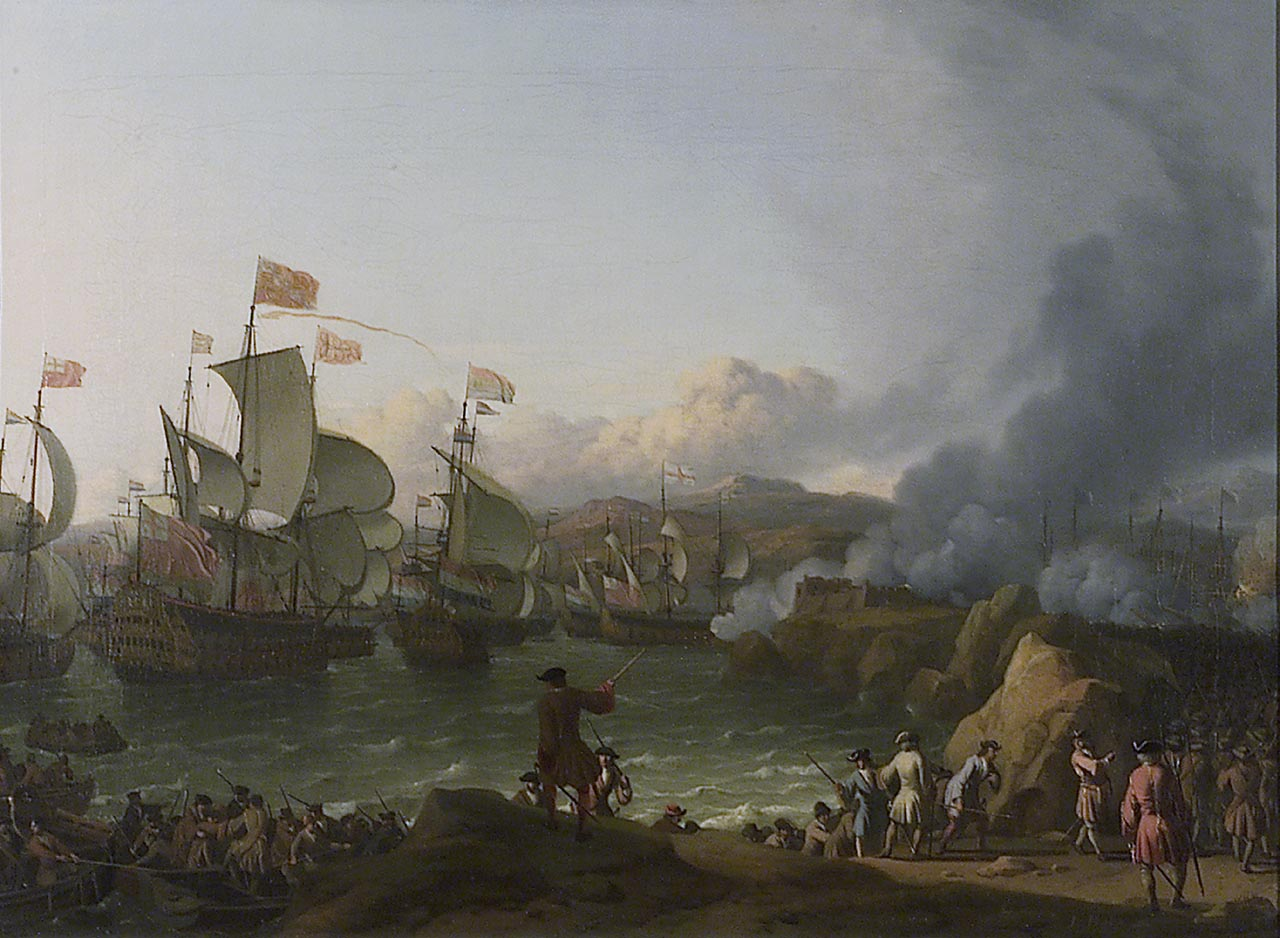
1702年、ヴィーゴ湾の戦い（スペイン継承戦争）

アルマダの海戦（1588年）とスペイン継承戦争（1701年-1714年）はともに、イギリスが世界的大国として飛躍する契機となったが、シーリーはこの間の時期を「ブリティッシュ・ポリシー」の成長の時期であるとみて、ここにこそ「大国としてのイギリス」の本質を理解するうえで欠くことのできない重要な過程が含まれているとする。すなわち。この間の100年あまりのあいだの試行錯誤こそが、ブリティッシュ・ポリシーの骨子をつくりだし、そのあいだのサクセス・ストーリィと失敗の教訓とがイギリス特有の外交文化を育てたというのである。
シーリーは、この成長の百余年（16世紀末-18世紀初頭）を、3つの「山」と2つの「谷」にたとえた。「山」（サクセス・ストーリィ）とは、
1. 「エリザベスとスペイン無敵艦隊」（1588年）
2. 「クロムウェルの戦争と平和」（1651年－1660年）
3. 「オレンジ公ウィリアム3世の成功物語」（1688年-1714年）

であり、かれら3人に共通するのは徹底した現実主義、あくなき国益の追求と堅牢なナショナリズムである。
それに対し、「谷」は、
1. ジェームズ1世とチャールズ1世（1603年-1649年）
2. チャールズ2世とジェームズ2世（1660年-1688年）

である。ジェームズ1世とチャールズ2世は狡智だが放漫な浪費家であり、チャールズ1世とジェームズ2世は強情な夢想家であった。いずれも議会を敵視し、しばしば外国に盲従して英国人を憤怒させた。外交面でも失政を重ねた。
シーリーによれば、このようにイギリス外交における伝統は、一朝のうちに現れたものではなく、挫折や揺り返しを多く含みながら、百年かけて徐々にかたちづくられたものであり、それを一言で言えば「低地（ネーデルラント）」こそ、「イングランドの外堀」であり、その独立こそイギリスの主要利害であるとする勢力均衡（バランス・オブ・パワー）の思想である。

## シーリーのことば

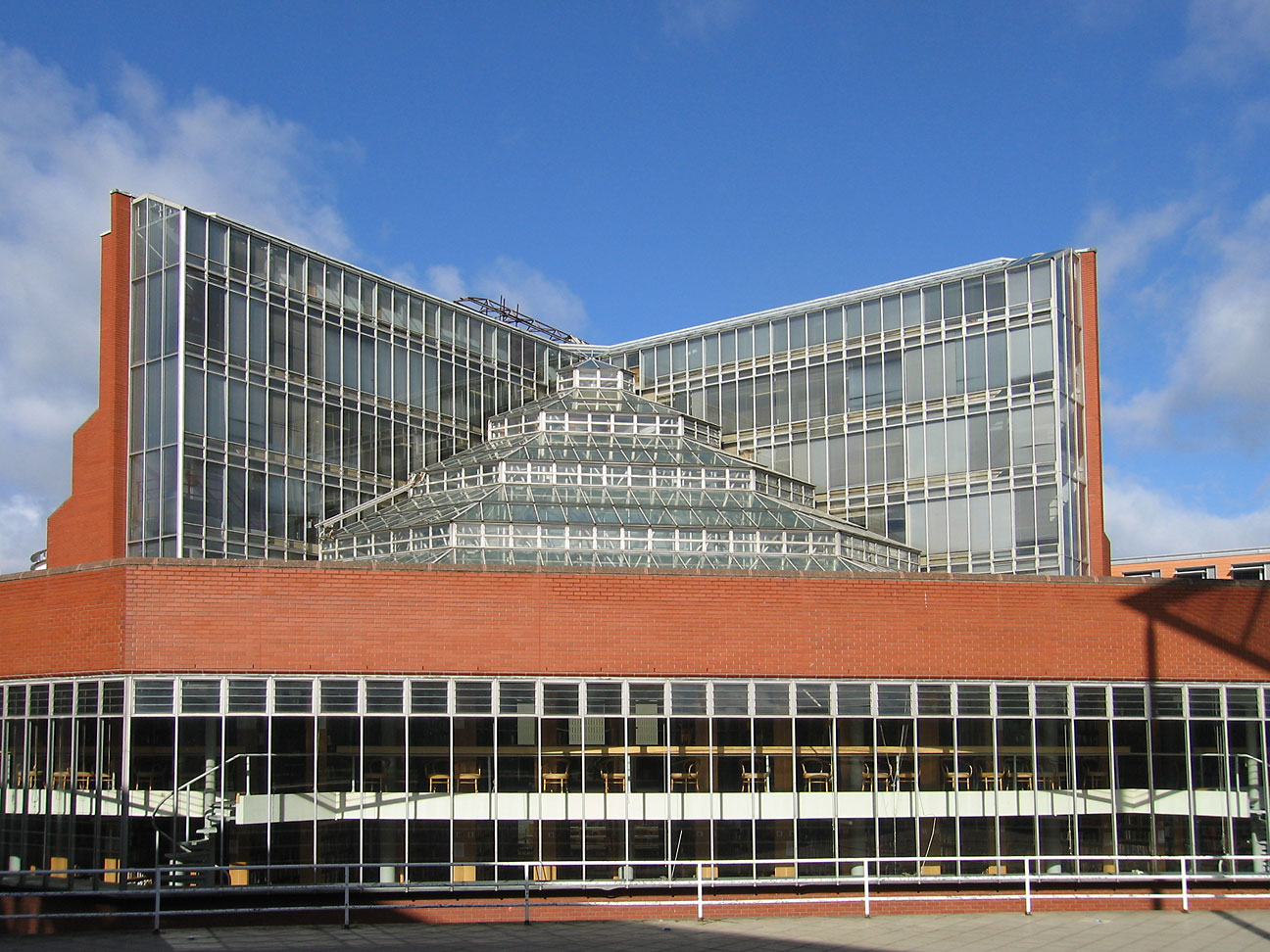
ケンブリッジ大学シーリー歴史図書館

- 歴史は過去の政治であり、政治は現代の歴史である（『英国膨張史』[1]）
- 戦争と商業とは緊密の関係にある。商業は戦争を挑起し、戦争は商業を長養する。（同上[1]）

## その他
- 1897年には、ケンブリッジ大学における歴史関連文献を集めた図書館が、彼に敬意を表して「シーリー歴史図書館」と命名された。
- 稲垣満次郎は、1890年、日本、太平洋および東方問題についての自らの考えを、ゴンヴィル・アンド・キーズ・カレッジで彼を教えたシーリーに提示している。